# Pavel Poc
Pavel Poc (* 26. května 1964 Havlíčkův Brod) je český manažer a sociálně-demokratický politik, v letech 2009 až 2019 poslanec Evropského parlamentu. Jako biolog se postavil proti takzvanému „semínkovému zákonu“ a dlouhodobě se zasazuje o bezpečnost potravin a opatrnost vzhledem ke geneticky modifikovaným organismům (GMO).

## Vzdělání a profese
Absolvoval v roce 1988 Přírodovědeckou fakultu Univerzity Karlovy v oboru Všeobecná biologie. Poté pracoval v etologické laboratoři Fyziologického ústavu ČSAV. V roce 1992 se stal městským ekologem v Mariánských Lázních, od roku 1993 pak vedoucím nově zřízeného odboru životního prostředí města. V roce 1995 se jako člen mezirezortní komise Ministerstva životního prostředí a Ministerstva zemědělství stal spoluautorem dosud platné celostátní metodiky likvidace bolševníku, v čemž v Mariánských Lázních podporuje manželku-ekoložku, a to i zpřístupněním evropských dotací. V roce 1997 režíroval film Causa bolševník, jehož je také autorem scénáře. V letech 1998 až 2002 byl zástupcem starosty města Mariánské Lázně. V roce 2003 vstoupil jako 50% procentní podílník do společnosti Zahradní a parková spol. s r.o.[zdroj?], kde zastával až do roku 2009 pozici jednatele a obchodního ředitele společnosti. Poté z funkcí ve společnosti, v souvislosti s výkonem poslaneckého mandátu, odstoupil.[zdroj?]
Po ukončení svého poslaneckého mandátu v roce 2019 založil konzultační firmu EUROPEAN UNIVERSAL, SE. V roce 2021 se pak stal členem představenstva skupin Sokolovská uhelná a SUAS GROUP. Jeho zodpovědností v rámci obou skupin se stala oblast strategického rozvoje a dotací. Svoje angažmá v těchto společnoste zezdravotních důvodů ukončil v roce 2024.

## Politická činnost
V roce 1997 vstoupil do ČSSD a o rok později se po komunálních volbách stal zastupitelem a místostarostou města Mariánské Lázně za tuto stranu. V roce 2000 se stal členem Ústředního výkonného výboru ČSSD a o rok později i členem předsednictva strany. V roce 2005 byl zvolen předsedou krajského výkonného výboru (KVV) ČSSD v Karlovarském kraji, kterým byl až do závěru roku 2010, kdy se v souvislosti s výkonem mandátu europoslance vzdal obhajoby funkce předsedy KVV.[zdroj?] Členství v ČSSD ukončil v roce 2020.

### Kandidatury do Evropského parlamentu (od r. 2009)
V červnu 2009 byl zvolen za ČSSD poslancem Evropského parlamentu, kde pracoval ve Výboru pro životní prostředí, veřejné zdraví a bezpečnost potravin (ENVI) a dále byl členem parlamentního výboru pro spolupráci s Ruskem. Byl zde členem frakce Pokrokové spojenectví socialistů a demokratů . Ve volbách do Evropského parlamentu v roce 2014 kandidoval za ČSSD na 3. místě její kandidátky a byl s počtem 3 818 preferenčních hlasů zvolen. V letech 2014–2019 době místopředsedal Výboru pro životní prostředí, veřejné zdraví a bezpečnost potravin (ENVI).

### Hodnocení europoslance P. Poce (dle think-tanku Evropské hodnoty)
Dle vydané zprávy think-tanku Evropské hodnoty, která se vztahuje na období před volbami do Evropského parlamentu v roce 2014, vyplývá následující:
1. Docházka - obsadil 1. místo z celkových 22 českých europoslanců,
2. Účast na jmenovitých hlasování českých europoslanců - obsadil 1. místo z celkových 22 českých europoslanců,
3. Zprávy předložené zpravodajem českými europoslanci - obsadil 16.-22. místo z celkových 22 českých europoslanců,
4. Stanoviska předložená českými europoslanci - obsadil 6.-10. místo z celkových 22 českých europoslanců,
5. Pozměňovací návrhy českých europoslanců - obsadil 7. místo z celkových 22 českých europoslanců,
6. Parlamentní otázky českých europoslanců - obsadil 3. místo z celkových 22 českých europoslanců,
7. Písemná prohlášení českých europoslanců - obsadil 3.-4. místo z celkových 22 českých europoslanců,
8. Návrhy usnesení českých europoslanců - obsadil 12.-13. místo z celkových 22 českých europoslanců,
9. Vystoupení na plenárním zasedání českých europoslanců - obsadil 11. místo z celkových 22 českých europoslanců.

### Eurovolby 2019
Pro volby do Evropského parlamentu v květnu 2019 se stal lídrem kandidátky ČSSD. Získal sice 10 231 preferenčních hlasů, ale strana jako celek obdržela pouze 3,95 % hlasů. Jako europoslanec tak skončil.

## Osobní život
Je ženatý a má dvě děti. Je chovatel psů plemene Akita Inu.[zdroj?]